# HMS Hero (1759)
Pour les autres navires du même nom, voir HMS Hero et HMS Rochester.
Le HMS Hero est un vaisseau de troisième rang, armé de 74 canons, en service dans la Royal Navy à la fin du XVIIIe siècle et au début du XIXe siècle. Il est construit par les chantiers navals de Devonport, sur des plans de Thomas Slade et lancé le 28 mars 1759. Il s’agit de l’unique navire construit suivant ce type de plan.

## Histoire
Le Hero prend part à la bataille des Cardinaux, le 20 novembre 1759, sous le commandement de George Edgcumbe. Il passe sous les ordres de William Forterscue, de 1761 à juin 1762.
En 1782, il affronte de nouveau les Français à la bataille de Trinquemalay. C’est à nouveau le cas le 17 février 1782 à la bataille de Sadras, le 12 avril suivant à la bataille de Provédien et le 20 juin 1783 à celle de Gondelour (sous les ordres de Theophilus Jones (en)) où il perd 5 hommes alors que 21 autres sont blessés.
Le navire est converti en prison flottante en 1793 et est démoli en 1810.